# Trégomeur
Trégomeur (tiếng Breton: Tregonveur) là một xã của tỉnh Côtes-d’Armor, thuộc vùng Bretagne, tây bắc Pháp.

## Dân số
Người dân ở Trégomeur được gọi là Trégomeurois.